# Chalcopsitta
Chalcopsitta es un género de aves psitaciformes de la familia Psittaculidae. Agrupa a cuatro especies originarias de las selvas de Melanesia.

## Especies
Según un orden filogenético de la lista del Congreso Ornitológico Internacional:
- Chalcopsitta atra (Scopoli, 1786)
- Chalcopsitta duivenbodei Dubois, 1884
- Chalcopsitta sintillata (Temminck, 1835)
- Chalcopsitta cardinalis (G. R. Gray, 1849)